# Otún
L'Otún (spagnolo: Río Otún) è un breve fiume della Colombia che scorre nel Dipartimento di Risaralda.
Il fiume sorge dal lago Otún, alimentato dalle nevi del Nevado Santa Isabel, e sfocia nel fiume Cauca dopo aver percorso 78 km. Attraversa le città di Pereira e Dosquebradas, dove viene scavalcato dal viadotto di César Gaviria Trujillo, uno dei più grandi ponti strallati rimasti in Sud America.
Il fiume Otún è l'unica fonte di acqua potabile per le città di Pereira e Dosquebradas. La società idrica locale estrae circa 1,8 m³/s di acqua dal fiume, in un luogo conosciuto come Nuevo Libaré. Lo sviluppo agricolo nella regione, gli allevamenti di suini e pollame, nonché i rifiuti umani, hanno portato a un peggioramento della qualità delle acque del fiume.
Il fiume passa attraverso diverse zone protette tra cui il Parco Nazionale Natural Los Nevados, il Santuario de Fauna y Flora Otún Quimbaya e il Parco Ucumarí.
Categoria:Pereira (Colombia)